# Actinothoe qingdaoensis
Actinothoe qingdaoensis is een zeeanemonensoort uit de familie Sagartiidae.
Actinothoe qingdaoensis is voor het eerst wetenschappelijk beschreven door Pei in 1993.